# Julien Morice
Julien Morice (ur. 20 lipca 1991 w Vannes) – francuski kolarz torowy i szosowy, brązowy medalista torowych mistrzostw świata.

## Kariera
Pierwsze sukcesy w karierze osiągnął w 2008 roku, kiedy zdobył dwa medale torowych mistrzostw Europy juniorów w Pruszkowie. Najpierw zwyciężył w drużynowym wyścigu na dochodzenie, a następnie był najlepszy także indywidualnie. W 2010 roku zdobył brązowy medal w drużynowym wyścigu na dochodzenie podczas mistrzostw Europy młodzieżowców w Sankt Petersburgu. Trzy lata później, na mistrzostwach świata w Paryżu był trzeci w wyścigu indywidualnym. W zawodach tych wyprzedzili go jedynie Stefan Küng ze Szwajcarii i Australijczyk Jack Bobridge.
W 2016 roku wystartował w 71. edycji Vuelta a España, zajmując w klasyfikacji generalnej 150. miejsce.